# إدواردو ليديسما رومو
إدواردو ليديسما رومو هو سياسي مكسيكي، ولد في 20 أبريل 1969 في تيخوانا في المكسيك. نشط حزبياً في Ecologist Green Party of Mexico ‏. وقد انتخب عضو مجلس النواب المكسيك ‏.